# Gottfried von der Linde
Gottfried von der Linde († 25. Juli 1379) war ein Komtur, später Marschall des Deutschen Ordens in Preußen.
Um 1360 hatte Gottfried von der Linde bereits siegreich in den Reihen des Ordens gegen die Litauer, Prußen, Russen und Tataren gekämpft. Am 28. November 1371 wurde er Komtur in Ragnit, war dann vom 2. Februar 1372 bis zum 22. November 1374 Komtur in Balga und wurde schließlich 1374 Oberster Marschall des Ordens in Preußen. Die Stellung behielt er bis zu seinem Tode. 1377 durchquerte Marschall Gottfried mit Herzog Albrecht von Österreich und seinem Heer von 30.000 Mann den Grauden auf dem Rückweg von Ragnit nach Königsberg.

## Weblink
- Kirchspiel Goldbach - Garbeningken (PDF; 3,0 MB) 1376 – ein Rechtsvorgang.

| Vorgänger         | Amt                                            | Nachfolger           |
| ----------------- | ---------------------------------------------- | -------------------- |
| Rüdiger von Elner | Ordensmarschall des Deutschen Ordens 1374–1379 | Kuno von Hattenstein |

| Personendaten    | Personendaten                             |
| ---------------- | ----------------------------------------- |
| NAME             | Linde, Gottfried von der                  |
| ALTERNATIVNAMEN  | Linden, Gottfried von                     |
| KURZBESCHREIBUNG | Marschall des Deutschen Ordens in Preußen |
| GEBURTSDATUM     | 14. Jahrhundert                           |
| STERBEDATUM      | 25. Juli 1379                             |